# Масаока Сікі
Масаока Сікі (Шикі) (正岡 子規, 14 жовтня 1867 — 19 вересня 1902), псевдонім Масаока Нобору (正岡 升) — японський поет, письменник та літературний критик періоду Мейдзі. Вважається головною фігурою в сучасному розвитку поезії хайку, йому приписують написання майже 20 000 строф протягом короткого життя. Шикі називають одним із чотирьох великих майстрів хайку, на рівні з Мацуо Басьо, Йосу Бусон та Кобаясі Іссу. Також писав про реформу поезії танка. 

## Біографія
Шикі народився в місті Мацуяма в провінції Ійо (сучасна префектура Ехіме) у скромній родині самурая.
Закінчив школу Кацуяма в грудні 1879 року, а з березня 1880 року навчався у середній школі Мацуяма в своєму рідному місті, проте вже у 1883 році дядько по материнській лінії організував його приїзд до Токіо. Сікі спочатку був зарахований до середньої школи Кіоріцу, а пізніше вступив до університетської підготовчої школи. У 1890 році він вступив до Токійського імперського університету, але покинув навчання через два роки, називаючи причиною своє велике захоплення написання хайку. Також існує думка, що причиною припинення навчання став туберкульоз.
У 1894 році переїхав до містечка Камінеґісі у тодішньому токійському районі Сітайя, який зараз є частиною району Тайто. З квітня 1895 року, під час Першої японо-китайської війни, він працював кореспондентом японської армії в Люйшуні. Життя в брудних умовах у Китаї, очевидно, погіршило його туберкульоз. Шикі продовжував кашляти кров'ю під час своєї зворотної подорожі до Японії та був госпіталізований у Кобе. 
У січні 1897 року до хвороби легенів додалася туберкульозна хвороба хребта. З 1898 року був прикутий до ліжка. Він писав безперервно, залишав щоденники в період 1901-1902 років. У 1902 році хвороба перейшла у критичну останню стадію, і поет помер 19 вересня у Токіо.

## Творчість

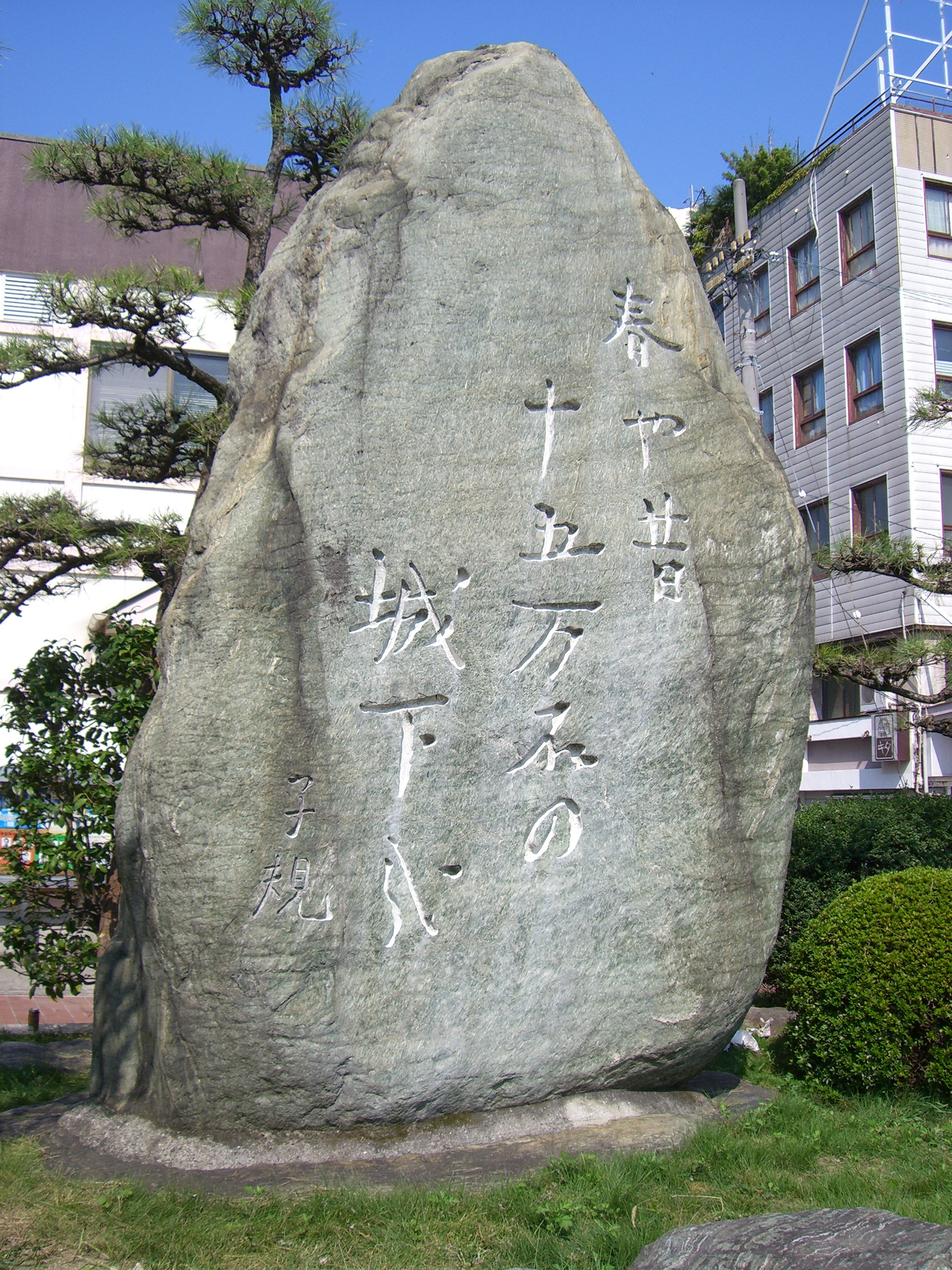
Кам'яний пам'ятник з одним із його віршів перед головним залізничним вокзалом у його рідному місті Мацуяма

Шикі — найпоширеніший із псевдонімів, проте також використовується велика кількість інших. Такізава Бакін налічує 35 імен, включаючи посмертні імена. Насправді було набагато більше, сам Шикі перераховує більше сотні у своїй праці «Fudemakase»(筆まかせ, «Лишаю пензлю для письма»). Шикі з японської означає зозуля, яка, за повір'ями, кашляє кров'ю, коли співає. 
Масаока Шикі був переконаним реформатором японської поезії. Він сам ввів терміни хайку та танка (замінивши хокку та вака). З колонок Nippon він виступав проти японської поетичної традиції, яку він тепер визначив як безплідну, обмежену та наслідувальну. Його полеміка була спрямована особливо проти «священного монстра» японської поезії Мацуо Басьо, рішуче віддаючи перевагу менш відомому Йосі Бусону за його витонченість, позбавлену прозаїчних і просто пояснювальних елементів. Він також заявляв про свободу тем і складів, а також масово запровадив реалізм у хайку, заснувавши концепцію шасей (写生派, картини з життя).
З 1898 року його критика зосередилася на танку, ситуація з якою, на його думку, була навіть більш застійною, ніж з хайку. Був засновником літературного гуртка Товариства Negishi Tanka, щоб просувати свої ідеї щодо поезії танка. Практично одноосібно відродив японську поетичну традицію. Хоча його ідеї здавалися революційними на той час, він завжди залишався в межах традиційного віршування, на відміну від пізніших практиків вільного вірша. 